# Hummel
O Sd.Kfz. 165 Hummel ('zangão' em alemão), foi uma peça de artilharia autopropulsada médio-pesada alemã usada na Segunda Guerra Mundial. Tinha baixa velocidade, seu ponto forte era o poderoso obuseiro de 150 mm que fazia dele uma formidável peça de artilharia móvel.
Era derivado do autopropulsado Geschützwagen III/IV, um híbrido do Panzerkampfwagen III, que provia motor, transmissão, eixo e rodas de tração, e do Panzerkampfwagen IV, que provia chassi, suspensão, eixos e rodas de sustentação. O mesmo projeto foi usado no destruidor de tanques Nashorn. Tinha uma superestrutura aberta e levemente blindada, eficaz somente contra armas individuais de infantaria. Por sua  reduzida capacidade de armazenagem foi desenvolvido um cargueiro de munição (Munitionsträger Hummel), um Hummel padrão, sem artilharia e com suporte para munição, podendo ser revertido a campo em um Hummel regular. O objetivo era que o cargueiro tivesse o mesmo desempenho dos que deveria acompanhar.
O Hummel negligenciava inúmeros recursos que eram vistos como essenciais para a artilharia autopropulsada à época em que seu desenvolvimento começou. Era esperado que fosse um veículo significativamente mais rápido que os tanques, que pudesse atirar em qualquer direção, e que a arma pudesse ser retirada e usada como artilharia convencional. O Hummel não cumpriu nada disso, com uma velocidade máxima igual à de um Panzerkampfwagen IV e capacidade de inclinação lateral de 30 graus, e sempre foi visto como um veículo provisório, até que alternativa melhor surgisse. Tinha o compartimento de combate aberto no topo, protegido no entorno por 10 mm de uma blindagem inclinada, presa ao casco, considerada muito fina para proteção contra estilhaços de granada de artilharia, não sendo esperado que entrasse em combate aproximado. Pela mesma razão a superestrutura muito alta não era vista como problema.
Formavam em separado pesadas baterias de artilharia, cada uma composta inicialmente de seis Hummel e, posteriormente, com o aumento da produção, um, e após dois cargueiros.
Foi o elemento de apoio das Divisões Panzers e de Granadeiros Panzer a partir de 1942. A primeira grande participação em combate foi na Batalha de Kursk em Julho de 1943, quando cerca de 100 peças foram utilizadas servindo como batalhões de artilharia blindada das Divisões Panzer.
Eram armas úteis e bem aceitas, usadas em todas as frentes, com bastante espaço para a guarnição de cinco homens e suficiente mobilidade para acompanhar as Divisões Panzer em ação.